# Alfred Adam
Alfred Adam (ur. 4 kwietnia 1908 w Asnières-sur-Seine, zm. 7 maja 1982 w Le Perreux-sur-Marne) – francuski aktor charakterystyczny, grający głównie role czarnych charakterów.

## Filmografia (wybór)
- La Kermesse Héroïque (1935)
- Au service du Tsar (1936)
- La Glu (1937)
- Carnet de Bal (1937)
- Les Gens du Voyage (1937/38)
- Je chante... (1938)
- La Famille Duraton (1939)
- Sur le Plancher des Vaches (1939)
- Boule de Suif (1945)
- La Ferme du Pendu (1946)
- Le Sorcier du ciel (1949)
- The Witches of Salem (1956)
- Maigret Sets a Trap (1957)
- Le Président (1961)
- Vivre sa Vie (1962)
- La Vie Conjugale (1963)
- Les Fêtes Galantes (1965)
- Que la fête commence (1975)